# Axel Raphael
Axel Ferdinand Raphael, född 4 oktober 1850 i Göteborg, död 30 november 1921 i Stockholm, var en svensk nationalekonom, socialpolitiker och skriftställare. Raphael spelade på sin tid en betydelsefull roll som opinionsbildare, och fick främst anhängare bland en del socialdemokrater och andra reformister.

## Biografi
Axel Raphael föddes i Göteborg som son till grosshandlaren Jacob Raphael och Marianne Josephine Bähr. Han blev student vid Uppsala universitet 1868 och filosofie doktor 1875 på avhandlingen Bidrag till historien om Gustav III:s planer å Polen och därmed sammanhängande underhandlingar 1788—91. Han ägnade sig därefter åt juridiska studier och var efter 1884 avlagd juris kandidatexamen verksam i Stockholm som skriftställare och föreläsare i nationalekonomiska ämnen. 
Fastän han delade socialdemokraternas socialpolitiska strävanden i fråga om levnadsstandardens förbättrande, kritiserade han marxismen och dess värdelära och ateism, varmed han hamnade i kollision med Hjalmar Branting. Mot klasskampen och statssocialismen förde han fram idén om att arbetare skulle organisera sig frivilligt för samhällets reformering. Han tog också öppet parti för småborgarna.
Utom uppsatser i utländska tidskrifter har Raphael utgivit bland annat böcker om arbetsrätt och frågor om industrin. Hans intresse för och sakkunskap på det socialpolitiska området föranledde hans val till sekreterare i jordbrukslägenhetskommittén 1891—92, i vilken egenskap han 1893 utgav Åtgärder för upprättande af smärre jordbrukslägenheter i Preussen och Storbritannien, och i förliknings- och skiljenämndskommittén 1899—1901, till vars betänkande han fogade en extra bilaga, ”Förlikning och skiljedom i arbetstvister i utlandet”.
Som sekreterare i Stockholms stadsfullmäktiges bostadskommitté 1903, utgav han samma år Bostadsfrågan. Detta verk hade ideologisk betydelse för den unge baron Erik Palmstierna i det att denne bröt med sitt förflutna och blev socialdemokrat. När Palmstierna antog erbjudandet om en position vid Centralförbundet för socialt arbete, var Raphael likaså en kraft bakom beslutet, och tillsammans med professor Gustaf Cassel erbjöd han honom gratis undervisning i socialpolitik och nationalekonomi. Därmed intog han en plats i SAP:s ideologiska historia, om än inte i det främsta rummet.
Raphael tog även som sekreterare i Sveriges författareförening under en rad år (1894-1917), en ledande roll i dess 1904 med seger avgångna strävanden att trygga den litterära äganderätten genom Sveriges anslutning till Bernkonventionen. 1894 utgav han Rätt till tidnings titel. Han har dessutom varit verksam med en mängd artiklar i pressen, särskilt den honom närstående Svenska Dagbladet, och i Nordisk familjebok.
Vid sin död testamenterade han sitt privata arkiv till Kungliga biblioteket.
Han gifte sig 1879 med Cecilia Saloman, som var dotter till konstnären Geskel Saloman. Makarna Raphaels dotter var konstnärinnan Olga Raphael Hallencreutz.